# Bumacris rendovae
Bumacris rendovae är en insektsart som beskrevs av Willemse, F.M.H. 1975. Bumacris rendovae ingår i släktet Bumacris och familjen gräshoppor. Inga underarter finns listade i Catalogue of Life.